# Leichtlaufreifen
Leichtlaufreifen bezeichnen Reifen, die einen reduzierten Rollwiderstand aufweisen.
Dies wird durch folgende Maßnahmen erreicht:
- Verwendung spezieller Gummimischungen
- geringere Höhe der Karkasse
- radiale Armierung (Gürtelreifen)
- Verwendung spezieller Profile bzw. glatter Laufflächen
- geringere Reifenmasse
- kein bzw. spezieller Schlauch
- Höhe des Felgenhorns (beim Fahrrad)

Je nach Anwendung sind andere Maßnahmen für die Erzielung des Leichtlaufs am wirksamsten. Die Einsatzgrenzen für Reifen bestimmen sich durch:
- Achslast
- Geschwindigkeit
- Fahrbahnbeschaffenheit

## Einsparpotenzial
Die Unterschiede bei gleicher Reifendimension betragen bei gleichen Profilen bis zu 30 Prozent. Geländereifen haben durch ihre gröberstolligen Profile sehr viel höhere Rollwiderstände.
Dadurch können bei mit Otto-Motoren betriebenen PKW folgende Reduktionen des Verbrauchs erzielt werden:
- Stadtverkehr 4–6 %
- Außerorts 3–5 %
- Autobahn 2–3 %

Für Elektrofahrzeuge oder Niedrigenergiefahrzeuge ergeben sich bedeutend höhere Verbrauchsreduktionen zwischen 15 % und 50 %.
Im Fahrradbereich kann der Rollwiderstand noch stärker schwanken, da es größere Bauart- und Druckunterschiede gibt (z. B. um das Dreifache).

## Gummimischung
Ein niedrigerer Rollwiderstand wird durch spezielle Kieselsäure- bzw. Kieselsäure-Silan-Verbindungen anstelle von auf Ruß basierenden Carbon-Black-Reifenmischungen erzielt. Dadurch können die Hafteigenschaften auf nasser Straße
verbessert bzw. bei gleichen Hafteigenschaften der Rollwiderstand verringert werden.

## Gürtel
Der Gürtel ist die tragende Konstruktion. Das Karkassengewebe kann durch die Fäden pro Zoll charakterisiert werden.

## Masse
Besonders bei Fahrradreifen werden Kohlenstofffasern statt Drahteinlagen verwendet, um Masse zu sparen. Bei schwereren Fahrzeugen ist die Reduktion der Rollreibung durch diese Maßnahme jedoch relativ gering.

## Querschnitt (Reifenhöhe+Felgendurchmesser) mal Reifenbreite
Bei niedrigeren Reifen ist die Walkarbeit in den Reifenflanken geringer. Bei Scooter- bzw. Rollerreifen haben sich elliptische Querschnitte etabliert, bei denen sich trotz geringer Reifenhöhe eine gute Dämpfung ergibt.

## Laufflächen
Profillose Reifen haben zwar schlechtere Reibwerte, dafür aber geringere Rollwiderstände. Bei breiteren Fahrradreifen werden profillose Laufstreifen eingesetzt.

## Schlauch
Bei Fahrradreifen wird der Schlauch mit Talkum eingerieben oder damit schon im Werk beschichtet, um die Reibung zu verringern.
Schläuche aus Latexkautschuk haben bei sonst gleichen Bedingungen (Innendruck, Schlauchdicke) eine geringere Rollreibung als solche aus Butylkautschuk.

## Politische Maßnahmen
2003 trat in Kalifornien ein Gesetz in Kraft, um Leichtlaufreifen zu fördern. Bis 2007 wurden Standards durch die kalifornische Energiekommission (CEC) erarbeitet, die im Juli 2008 (statt wie geplant 2006) in Kraft treten werden. Die CEC hat darin Aufzeichnungsmethoden für die Hersteller von Reifen für leichte Nutzfahrzeuge für deren Rollwiderstände niedergelegt und Bewertungskriterien für den Kraftstoffverbrauch durch die Reifen entwickelt. Die Einordnung der Reifen in Bezug auf den Rollwiderstand wird dann auf dem Reifen selbst vermerkt sein.
Untersuchungen des deutschen Umweltbundesamtes haben eine positive Korrelation zwischen Rollwiderstand und Bremsweg bzw. Aquaplaningrisiko gezeigt.

## Sonstiges
Die Reifenbreite und der Durchmesser tragen durch vergrößerte Auflagefläche auf der Straße zum Lauf- bzw. Rollwiderstand bei, außerdem auch zum Luftwiderstand des Fahrzeugs. Breite Reifen oder eine durch größere Räder vergrößerte Bodenfreiheit erhöhen in beiden Fällen die Querschnittsfläche.